# مبارکه (اردستان)
مبارکه (اردستان)، روستایی از توابع بخش مرکزی شهرستان اردستان در استان اصفهان ایران است.

## جمعیت
این روستا در دهستان برزاوند قرار دارد و براساس سرشماری مرکز آمار ایران در سال ۱۳۸۵، جمعیت آن ۲۹ نفر (۱۷خانوار) بوده‌است.
با سپاس فراوان از سلیمان روحانی قهساره
که شبهای محرم در روستای مبارکه فعالیت قابل توجه ای دارد.